# Maria Weston Chapman
Maria Weston Chapman (Weymouth, 25 de julio de 1806-Weymouth, 12 de julio de 1885) fue una abolicionista estadounidense. Elegida para el comité ejecutivo de la Sociedad Antiesclavista Estadounidense en 1839 y de 1839 a 1842, fue editora del periódico antiesclavista The Non-Resistan.

## Biografía
Maria Weston nació en 1806 en Weymouth (Massachusetts), y fue la mayor de los ocho hijos de Warren Weston y Anne Bates. Aunque la familia no era rica, tenían buenas relaciones, y con el respaldo de su tío, María pudo educarse en Inglaterra. A su vuelta en 1828, se instaló en Boston para trabajar como directora de la recién fundada escuela de secundaria para niñas, de tendencia progresista.
Dos años después dejó el campo de la educación para casarse con Henry Grafton Chapman, un adinerado comerciante y abolicionista. En los 12 años de su matrimonio, que terminó con la muerte de Henry por tuberculosis en 1842, tuvieron cuatro hijos, de los cuales, uno murió en la infancia. El matrimonio fue feliz, sin presiones ideológicas ni financieras.

### Abolicionismo
Maria y Henry eran abolicionistas garrisonianos, es decir, que creían en el fin inmediato e incondicional de la esclavitud, propiciado por «persuasión moral» o no resistencia. Rechazaban cualquier coacción política o institucional —incluyendo iglesias, partidos políticos o el gobierno federal— como agente para acabar con la esclavitud. En palabras de Gerald Sorin, «en sus principios de no resistencia y en su come-outerismo era rígidamente dogmática y mojigata, y creía que "cuando uno está en posesión de la verdad, ni pide ni necesita compasión"».

### Labor antiesclavista
Aunque María abrazó la causa antiesclavista a través de su familia política, la hizo suya rápida e incondicionalmente, soportando el hostigamiento de los partidarios de la esclavitud, el ridículo social y ataques personales. Sus hermanas, sobre todo Caroline y Anne, también eran abolicionistas, aunque normalmente se considera que María era la más significada y activa de la familia. Según Lee V. Chambers, las hermanas se ayudaban unas a otras en sus responsabilidades para poder llevar a cabo su labor pública. Los Chapman se convirtieron en figuras prominentes del grupo Boston Clique, un círculo social compuesto por ciudadanos acomodados seguidores de William Lloyd Garrison.
En 1835, María ocupó la dirección del Bazar Antiesclavista de Boston, que había sido fundado el año anterior por Lydia Maria Child y Louisa Loring para recaudar fondos. Dirigió este evento hasta 1858, cuando decidió sustituir la feria por una exclusiva velada a la que se asistía solo por invitación, arguyendo que la feria había quedado pasada de moda. Como explica el historiador Benjamin Quarles, en esos años, Maria y otros abolicionistas aprendieron a utilizar «todas las técnicas refinadas de requerimiento» con el fin de recaudar fondos para la causa del abolicionismo.
Entre 1835 y 1865, Maria fue miembro de los comités ejecutivo y comercial de la Sociedad Antiesclavista de Massachusetts (MASS), la Sociedad Antiesclavista de Nueva Inglaterra (NEASSS) y la Sociedad Antiesclavista Americana (AAS), con las que realizó diversas campañas recaudatorias en la década de 1830. Escribió los informes anuales de la Sociedad Antiesclavista Femenina de Boston (BFASS) y publicó panfletos para sensibilizar a la sociedad.
Durante casi 20 años, entre 1839 y 1858, Maria fue editora de The Liberty Bell, un libro-regalo antiesclavista que se vendía en el Boston Bazaar con fines recaudatorios. El libro se componía de contribuciones de distintas figuras notables: Longfellow, Emerson, Elizabeth Barrett Browning, Harriet Martineau y Bayard Taylor entre otros, a los que solo se pagaba con un ejemplar de The Liberty Bell. También fue editora de The Liberator en ausencia de Garrison, y formó parte del comité editorial del National Anti-Slavery Standard, publicación oficial de la AAS. Formó parte de la organización pacifista The Non-Resistance Society, que publicaba The Non-Resistant.
María Chapman fue una prolífica escritora ella misma, que publicó Right and Wrong in Massachusetts («El bien y el mal en Massachusetts») en 1839 y How Can I Help to Abolish Slavery? («¿Cómo puedo ayudar a abolir la esclavitud?») en 1855. Aparte de estas obras, publicó sus poemas y ensayos en publicaciones abolicionistas. En 1840, las diferencias entre los garrinsonianos y el ala más política del movimiento antiesclavista dividió la AAS y la BFASS en dos facciones opuestas. Maria, apodada «capitán Chapman» y «la gran diosa» por sus oponentes, y «lady Macbeth» incluso por sus amigos, ganó terreno a a oposición y tomó el control de la refundada BFASS, que a partir de entonces se centró principalmente en organizar el bazar de Boston como evento principal para recaudar fondos.

### Viajes
A lo largo de sus tres décadas como integrante del movimiento antiesclavista, Maria Chapman pasó una considerable cantidad de tiempo fuera de Estados Unidos, primero en Haití (1841-1842) y más tarde en París (1848-1855). A pesar de sus prolongadas ausencias, siguió siendo una figura central del movimiento de Boston en general, y del bazar annual en particular. Mientras estuvo fuera, continuó pidiendo tenazmente apoyo y contribuciones para las ferias de Boston a los miembros de las élites europeas, como Lady Byron, Harriet Martineau, Alexis de Tocqueville, Victor Hugo y Alphonse de Lamartine.
En 1855, a su vuelta a EE. UU., los sucesos denominados Bloody Kansas y el auge del Partido Republicano colocaron la cuestión de la esclavitud en el núcleo de un debate nacional. Fue durante ese periodo cuando Chapman comenzó a alejarse manifiestamente de la ideología garrinsoniana y a apoyar al Partido Republicano, y más tarde, la Guerra de Secesión y la propuesta que hizo Abraham Lincoln en 1862 de una emancipación gradual y compensada de los esclavos. A diferencia de muchos garrinsonianos, —y del propio Garrison—, Maria Chapman no dio muestras de ver conflicto alguno entre el principio de no coacción y la violencia con que la Guerra Civil pretendía lograr la abolición de la esclavitud.
Chapman fue una persona tan resuelta y sin remordimientos en sus nuevas creencias como lo había sido en las antiguas. Sin embargo, a pesar de su manifiesta confianza en el estado, parece que no se consideraba responsable de los antiguos esclavos una vez liberados. En 1863 se retiró de la vida pública, y durante las dos décadas siguientes, hasta su muerte en 1885, «saboreó el perceptible éxito de su causa e, igualmente, su propio papel en la victoria».

## Obras
- Songs of the Free and Hymns of Christian Freedom («Canciones de los libres e himnos de libertad cristiana», 1836)

- Right and Wrong in Boston («El bien y el mal en Boston», 1836)

- Right and Wrong in Massachusetts («El bien y el mal en Massachusetts», 1839)

- "Pinda: A True Tale" («Pinda: Un cuento real», 1840)

- "How Can I Help Abolish Slavery? or Counsels to the Newly Converted" («¿Cómo puedo ayudar a abolir la esclavitud? o Consejos a los nuevos conversos», 1855)

- Memorials of Harriet Martineau («Recuerdos de Harriet Martineau», 1877)